# Lalobbe
Lalobbe est une commune française, située dans le département des Ardennes en région Grand Est.

## Géographie

### Localisation
La commune est à 4,5 km de Draize et La Neuville-lès-Wasigny, 4,8 de Signy-l'Abbaye et 8,7 de Montmeillant.
Le territoire de la commune est limitrophe de ceux de quatre communes :
|        | Signy-l'Abbaye          |            |
|        | Lalobbe                 | Grandchamp |
| Draize | La Neuville-lès-Wasigny |            |

### Géologie et relief
Hydrogéologie et climatologie : Système d’information pour la gestion des eaux souterraines en Seine-Normandie, par le BRGM :
Territoire communal : Occupation du sol (Corinne Land Cover); Cours d'eau (BD Carthage),
Géologie : Carte géologique; Coupes géologiques et techniques,
 Hydrogéologie : Masses d'eau souterraine; BD Lisa; Cartes piézométriques.

### Hydrographie
La commune est dans la région hydrographique « la Seine du confluent de l'Oise (inclus) à l'embouchure » au sein du bassin Seine-Normandie. Elle est drainée par la Vaux, le cours d'eau 32 de la commune de Signy-L'Abbaye, le Fossé du Bois Planté, le Fossé de Norguemont, le ruisseau de Saint-Nicolas, le Fossé 01 de la commune de Lalobbe, le cours d'eau 02 de la commune de Lalobbe, le cours d'eau 03 de la commune de Lalobbe et divers autres petits cours d'eau,.
La Vaux, d'une longueur de 38 km, prend sa source dans la commune de Signy-l'Abbaye, à 236 m d'altitude, et se jette  dans l'Aisne à Taizy, à 68 m d'altitude, après avoir traversé 13 communes.

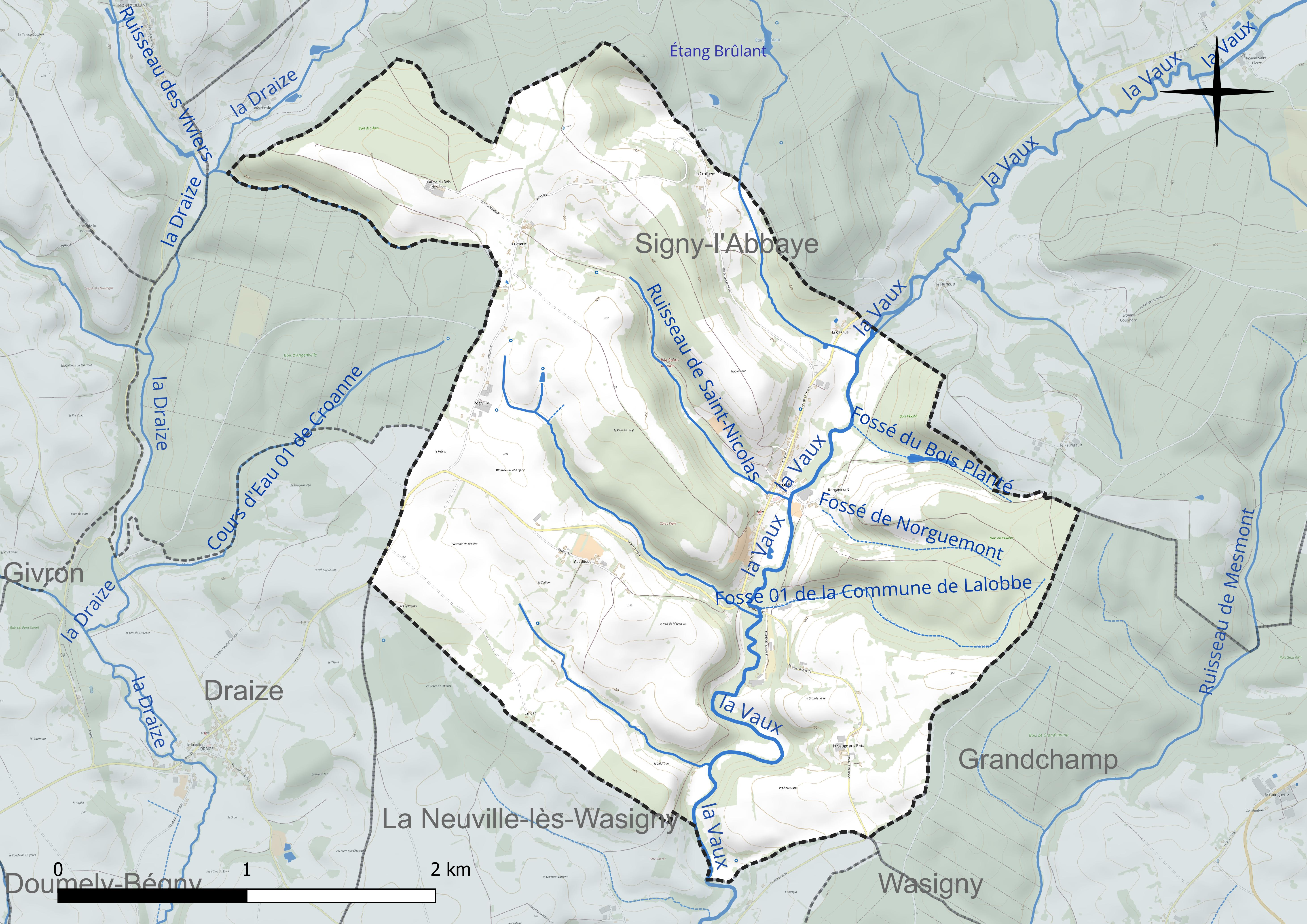
Réseau hydrographique de Lalobbe.

### Climat
Pour des articles plus généraux, voir Climat du Grand Est et Climat des Ardennes.
En 2010, le climat de la commune est de type climat des marges montargnardes, selon une étude du Centre national de la recherche scientifique s'appuyant sur une série de données couvrant la période 1971-2000. En 2020, Météo-France publie une typologie des climats de la France métropolitaine dans laquelle la commune est exposée à un climat océanique altéré et est dans la région climatique Nord-est du bassin Parisien, caractérisée par un ensoleillement médiocre, une pluviométrie moyenne régulièrement répartie au cours de l’année et un hiver froid (3 °C).
Pour la période 1971-2000, la température annuelle moyenne est de 9,9 °C, avec une amplitude thermique annuelle de 15,7 °C. Le cumul annuel moyen de précipitations est de 876 mm, avec 13,5 jours de précipitations en janvier et 9,3 jours en juillet. Pour la période 1991-2020, la température moyenne annuelle observée sur la station météorologique de Météo-France la plus proche, « Signy-l'abbaye », sur la commune de Signy-l'Abbaye à 5 km à vol d'oiseau, est de 10,2 °C et le cumul annuel moyen de précipitations est de 1 060,5 mm. 
La température maximale relevée sur cette station est de 40 °C, atteinte le 25 juillet 2019 ; la température minimale est de −20,5 °C, atteinte le 17 janvier 1985,,.
Les paramètres climatiques de la commune ont été estimés pour le milieu du siècle (2041-2070) selon différents scénarios d'émission de gaz à effet de serre à partir des nouvelles projections climatiques de référence DRIAS-2020. Ils sont consultables sur un site dédié publié par Météo-France en novembre 2022.

## Urbanisme

### Typologie
Au 1er janvier 2024, Lalobbe est catégorisée commune rurale à habitat très dispersé, selon la nouvelle grille communale de densité à 7 niveaux définie par l'Insee en 2022.
Elle est située hors unité urbaine. Par ailleurs la commune fait partie de l'aire d'attraction de Charleville-Mézières, dont elle est une commune de la couronne,. Cette aire, qui regroupe 132 communes, est catégorisée dans les aires de 50 000 à moins de 200 000 habitants,.

### Occupation des sols
L'occupation des sols de la commune, telle qu'elle ressort de la base de données européenne d’occupation biophysique des sols Corine Land Cover (CLC), est marquée par l'importance des territoires agricoles (69,6 % en 2018), une proportion identique à celle de 1990 (69,6 %). La répartition détaillée en 2018 est la suivante : 
prairies (39,2 %), forêts (30,4 %), zones agricoles hétérogènes (23,3 %), terres arables (7 %). L'évolution de l’occupation des sols de la commune et de ses infrastructures peut être observée sur les différentes représentations cartographiques du territoire : la carte de Cassini (XVIIIe siècle), la carte d'état-major (1820-1866) et les cartes ou photos aériennes de l'IGN pour la période actuelle (1950 à aujourd'hui).

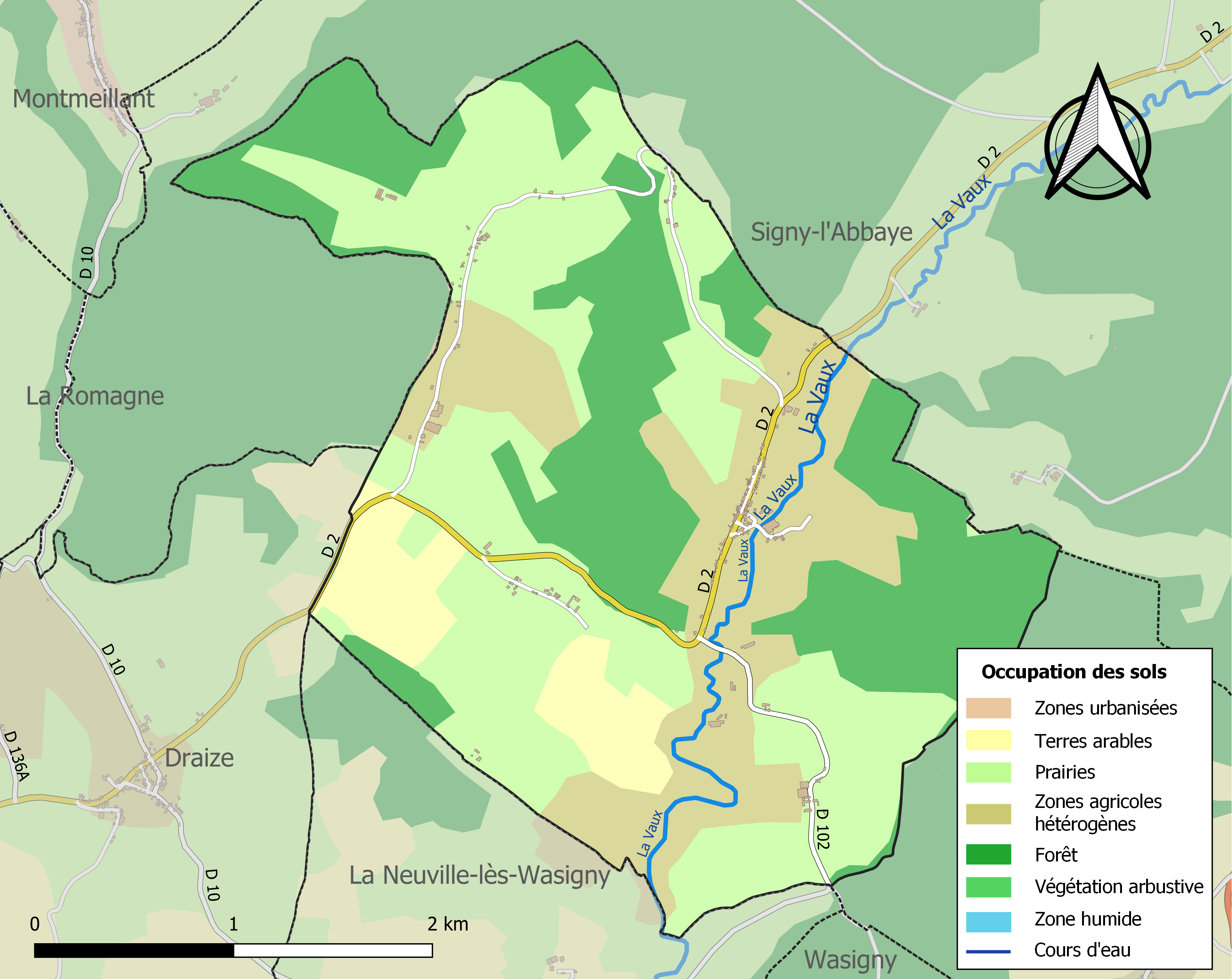
Carte des infrastructures et de l'occupation des sols de la commune en 2018 (CLC).

### Voies de communications et transports

#### Voies routières
- A34 : Échangeurs Faissault, Bertoncourt, Poix-Terron.
- D 2 vers Draize et Signy-l'Abbaye.
- D 2 > D 10 vers Montmeillant.
- D 102 vers La Neuville-l-s-Wasigny.

#### Transports en commun
- Fluo Grand Est.

##### SNCF

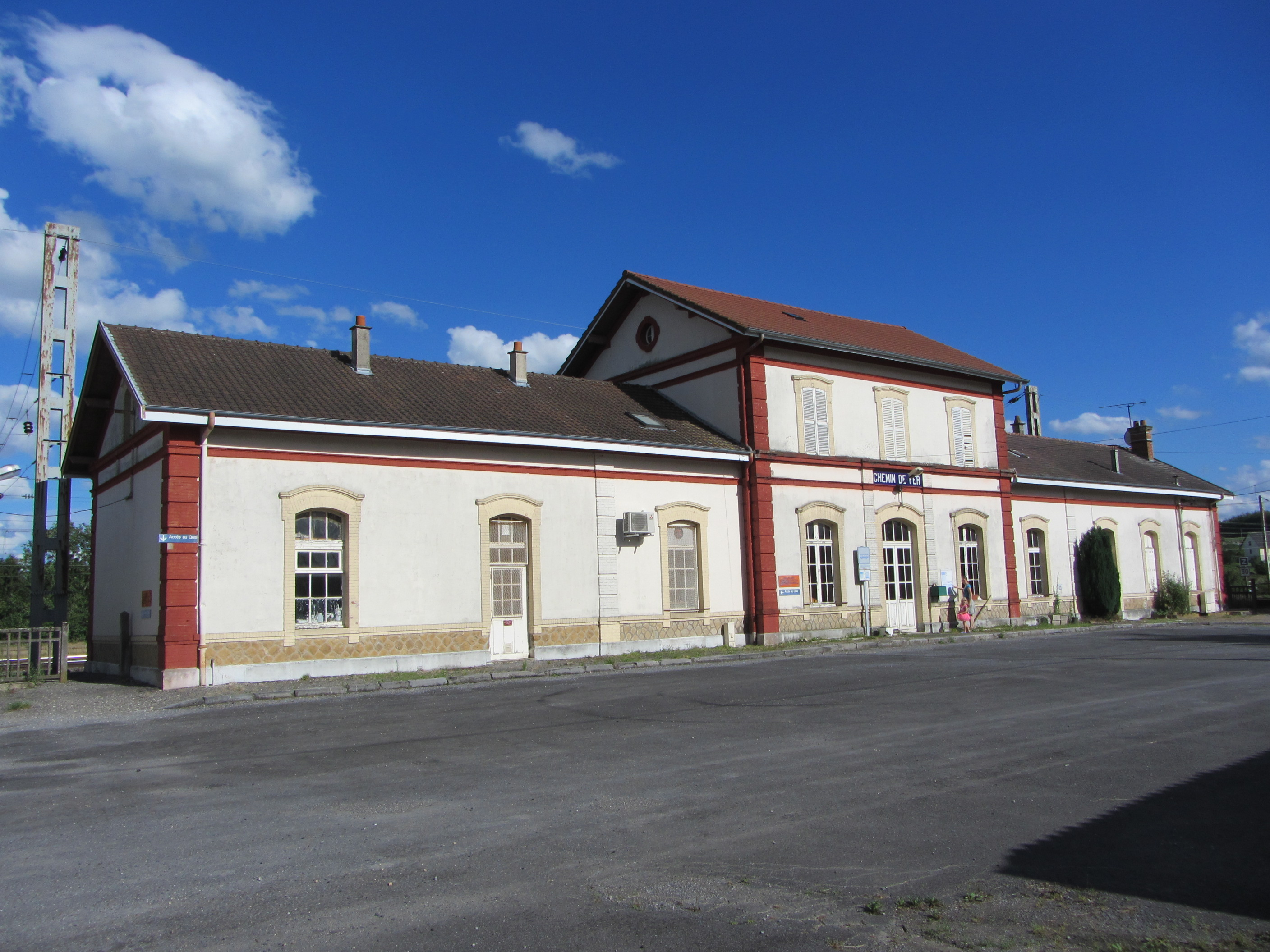
Gare de Liart.

- Gare de Liart.
- Gare d'Amagne - Lucquy.
- Gare de Rethel.
- Gare de Mohon.
- Gare de Charleville-Mézières.

### Risques naturels et technologiques
Commune située dans une zone 1 de très faible sismicité.

## Toponymie
Issue du vieux bas-francique  *laubja, de l'allemand Laub « feuillage », Laube « tonnelle », du néerlandais loof[réf. nécessaire]. Son sens a évolué vers celui de hutte puis de cabane en bois, de hangar ou d'abri pour les animaux recouverts de feuillage, et enfin vers les sens modernes que nous connaissons[réf. nécessaire].

## Histoire
L'histoire du cidre de Lalobbe date du XVIIIe siècle. Au XIXe siècle, Lalobbe et ses alentours étaient également connus pour ses aires de lavage de minerai, aussi appelée « patouillet » qui était à l’époque une activité majeure du territoire. Elle consistait à extraire le minerai de fer des argiles ferrugineuses,.
La collectivité territoriale "Commune de Lalobbe" a été créée le 1er mars 1983.
Deux habitants ont par ailleurs été admis parmi les 4281 Justes parmi les nations de France pour avoir sauvé des personnes juives persécutées par le régime nazi et le gouvernement de Vichy :
- Lucien Achart,
- Marie Achart.

## Politique et administration

### Découpage territorial

#### Commune et intercommunalités
Commune membre de la Communauté de communes des crêtes préardennaises.

### Élections municipales et communautaires

#### Liste des maires
| Période                                  | Période                   | Identité                                     | Étiquette | Qualité            |
| ---------------------------------------- | ------------------------- | -------------------------------------------- | --------- | ------------------ |
| Les données manquantes sont à compléter. |                           |                                              |           |                    |
| mars 2001                                | mars 2008                 | Hubert Beuret                                |           |                    |
| mars 2008                                | En cours (au 27 mai 2020) | Daniel Colas, Réélu pour le mandat 2020-2026 |           | Ancien agriculteur |

### Finances communales

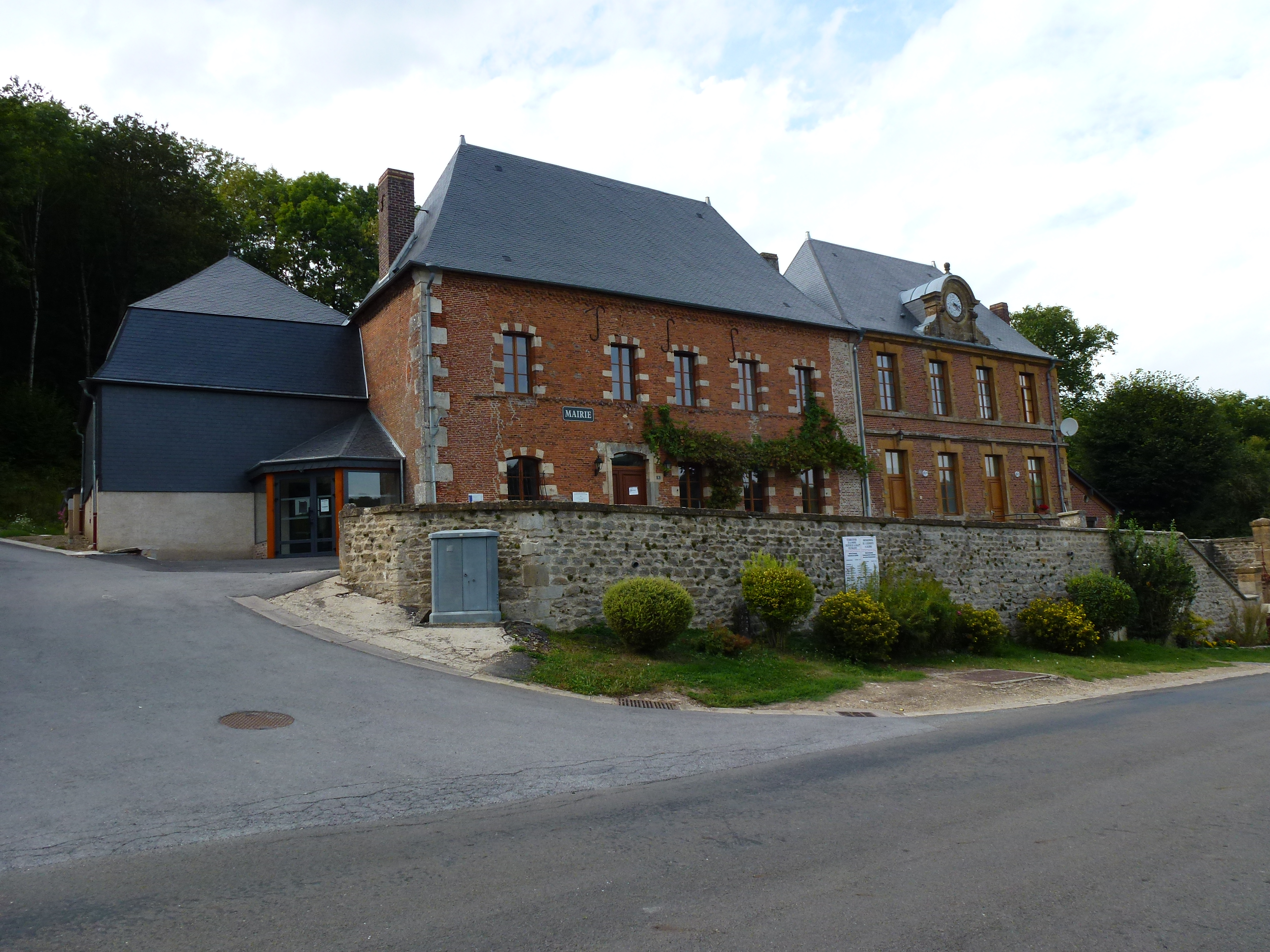
La mairie.

En 2021, le budget de la commune était constitué ainsi :
- total des produits de fonctionnement : 151 000 €, soit 884 € par habitant ;
- total des charges de fonctionnement : 132 000 €, soit 769 € par habitant ;
- total des ressources d'investissement : 75 000 €, soit 436 € par habitant ;
- total des emplois d'investissement : 74 000 €, soit 435 € par habitant ;
- endettement : 71 000 €, soit 417 € par habitant.

Avec les taux de fiscalité suivants :
- taxe d'habitation : 19,53 % ;
- taxe foncière sur les propriétés bâties : 39,90 % ;
- taxe foncière sur les propriétés non bâties : 24,35 % ;
- taxe additionnelle à la taxe foncière sur les propriétés non bâties : 0,00 % ;
- cotisation foncière des entreprises : 0,00 %.

Chiffres clés Revenus et pauvreté des ménages en 2020 : médiane en 2020 du revenu disponible, par unité de consommation : 20 600 €.

## Équipements et services publics

### Enseignement
Établissements d'enseignements :
- Écoles maternelles et primaires à Wasigny, Signy-l'Abbaye, Chaumont-Porcien, Novion-Porcien, Rocquigny.
- Collèges à Signy-l'Abbaye, Rethel, Rozoy-sur-Serre, Rethel, Sault-lès-Rethel.
- Lycées à  Rethel, Maubert-Fontaine.

### Santé
Professionnels et établissements de santé :
- Médecins à Wasigny, Signy-l'Abbaye, Novion-Porcien, Chaumont-Porcien.
- Pharmacies à Signy-l'Abbaye, Chaumont-Porcien, Liart.
- Hôpitaux à Rethel, Charleville-Mézières, Nouzonville, Saint-Michel.

## Population et société

### Démographie

#### Pyramide des âges
L'évolution du nombre d'habitants est connue à travers les recensements de la population effectués dans la commune depuis 1793. Pour les communes de moins de 10 000 habitants, une enquête de recensement portant sur toute la population est réalisée tous les cinq ans, les populations de référence des années intermédiaires étant quant à elles estimées par interpolation ou extrapolation. Pour la commune, le premier recensement exhaustif entrant dans le cadre du nouveau dispositif a été réalisé en 2004.

En 2022, la commune comptait 165 habitants, en évolution de −4,07 % par rapport à 2016 (Ardennes : −2,97 %, France hors Mayotte : +2,11 %).
| 1793 | 1800 | 1806 | 1821 | 1831 | 1836  | 1841  | 1846  | 1851  |
| ---- | ---- | ---- | ---- | ---- | ----- | ----- | ----- | ----- |
| 734  | 739  | 902  | 917  | 933  | 1 001 | 1 026 | 1 089 | 1 076 |

| 1876 | 1881 | 1886 | 1891 | 1896 | 1901 | 1906 | 1911 | 1921 |
| ---- | ---- | ---- | ---- | ---- | ---- | ---- | ---- | ---- |
| 827  | 857  | 758  | 729  | 648  | 578  | 539  | 464  | 486  |

| 1926 | 1931 | 1936 | 1946 | 1954 | 1962 | 1968 | 1975 | 1982 |
| ---- | ---- | ---- | ---- | ---- | ---- | ---- | ---- | ---- |
| 446  | 393  | 361  | 303  | 323  | 306  | 264  | 254  | 240  |

| 1990 | 1999 | 2004 | 2006 | 2009 | 2014 | 2019 | 2022 | - |
| ---- | ---- | ---- | ---- | ---- | ---- | ---- | ---- | - |
| 236  | 206  | 201  | 195  | 190  | 180  | 165  | 165  | - |

### Cultes
- Culte catholique, Paroisse Saint Claude Sur Vaux et Thin[32], Diocèse de Reims.

## Économie

### Entreprises et commerces

#### Agriculture
- Culture de céréales, de légumineuses et de graines oléagineuses.
- Culture de fruits à pépins et à noyau.
- Élevage d'autres bovins et de buffles.
- Élevage d'ovins et de caprin.
- Élevage de vaches laitières.
- Sylviculture et autres activités forestières.

#### Tourisme
- Hébergements et restauration à Signy-l'Abbaye, Wasigny, Doumely-Begny, Liart.

#### Commerces
- Commerces et services de proximité à Saulces-Monelin, Faissault, Rethel, Signy-l'Abbaye.
- Filature Adnet, puis Tranchart-Froment, puis Robinet et Lambert, puis Robinet-Barthelémy et Cie, puis Lambert Frères, puis usine de quincaillerie Brice-Lejay[33].

## Culture locale et patrimoine

### Lieux et monuments
- Église Saint-Lambert de Lalobbe

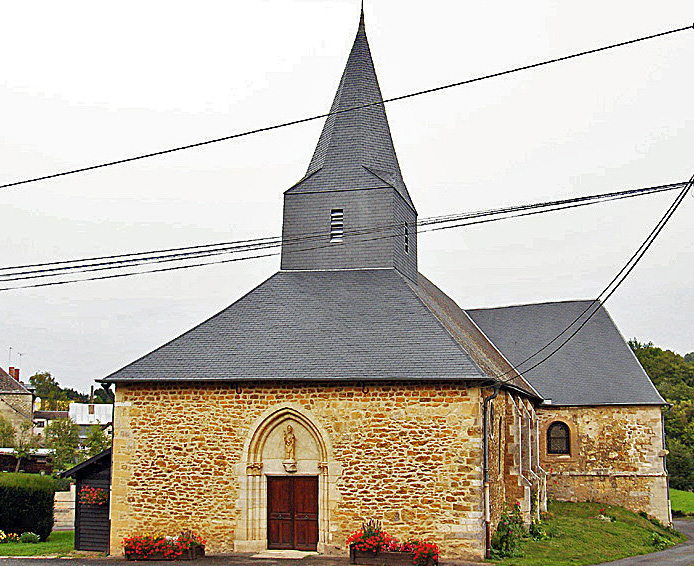
L'église Saint-Lambert.
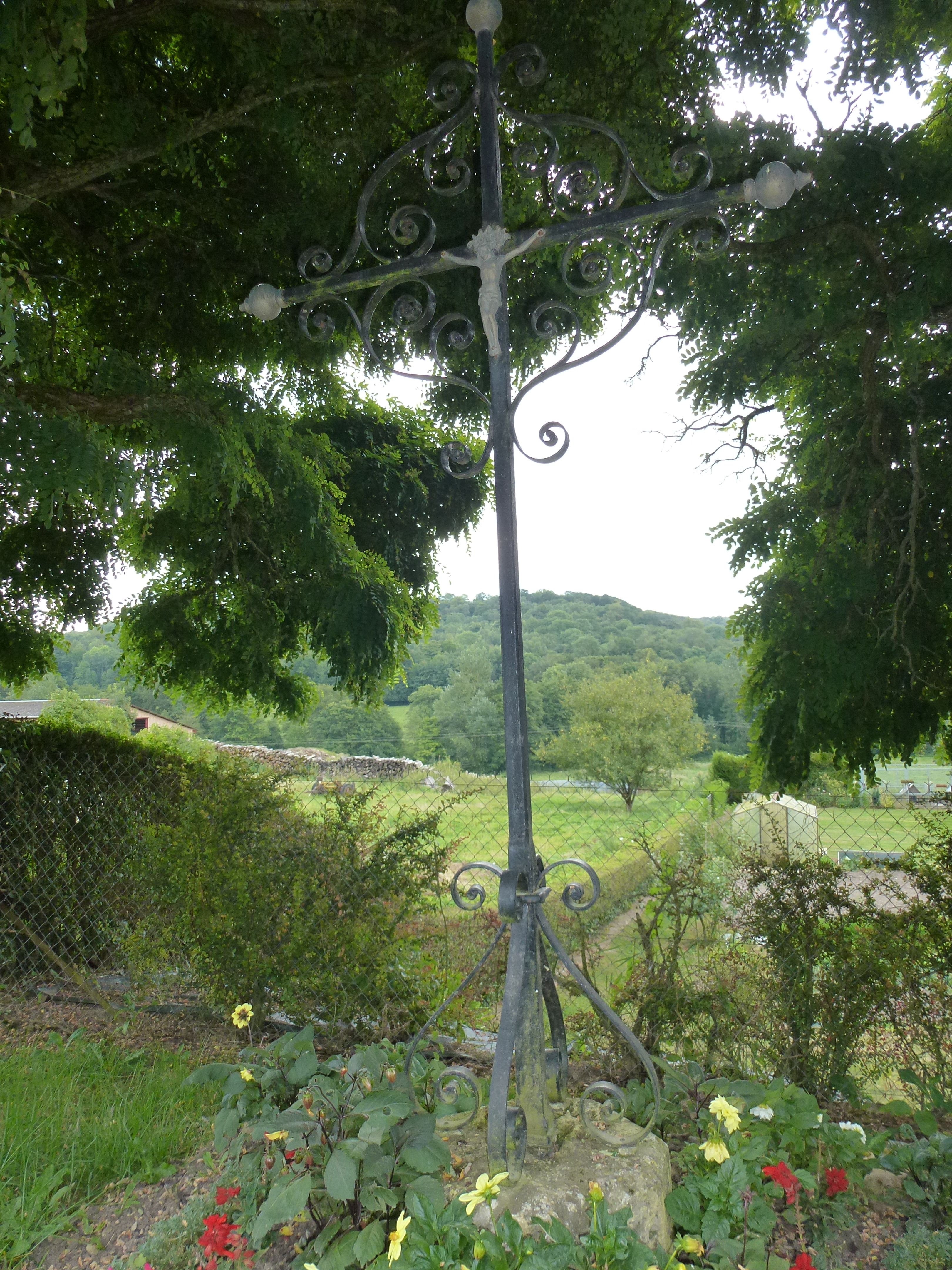
Croix de chemin.
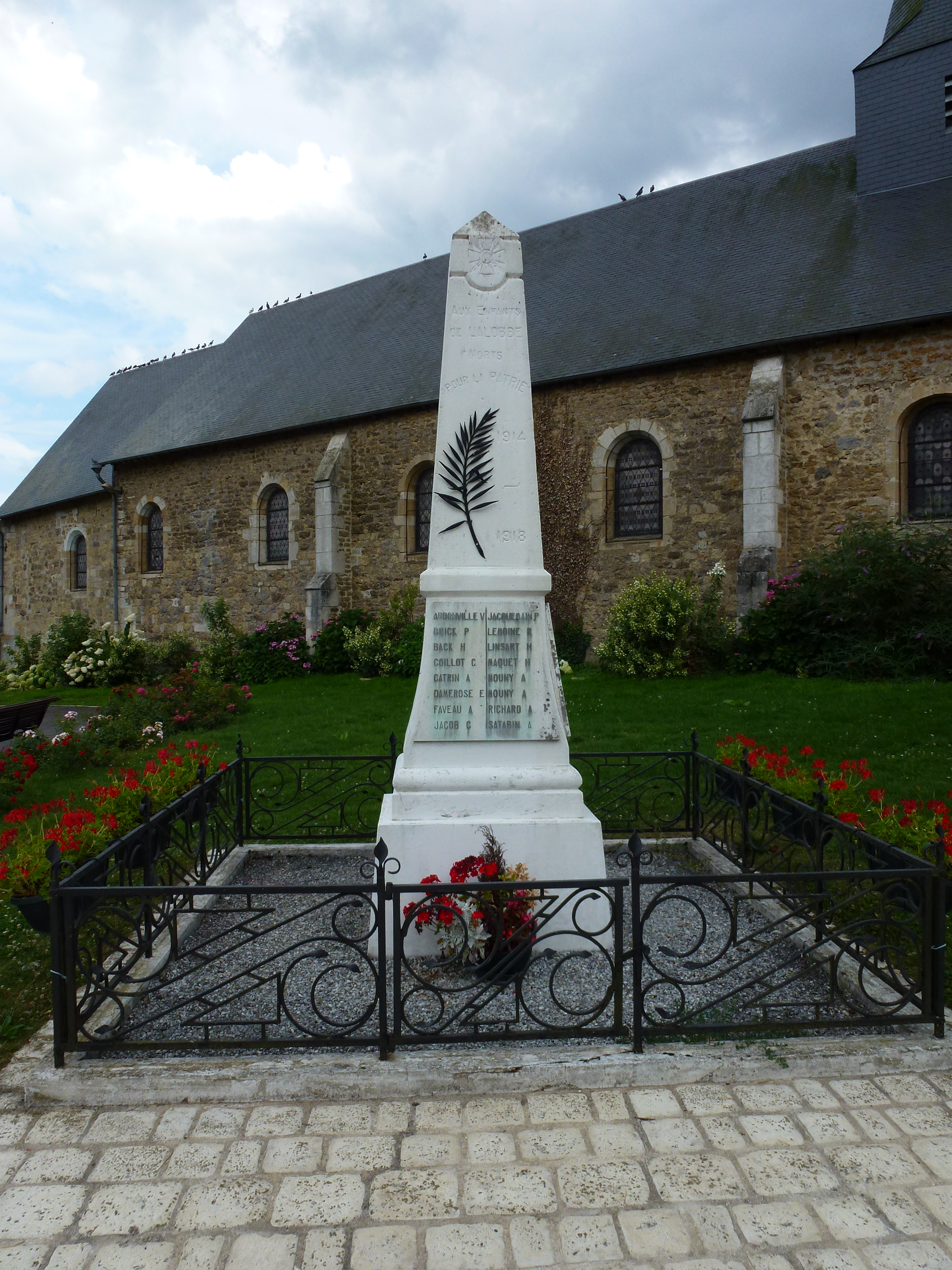
Monument aux morts.
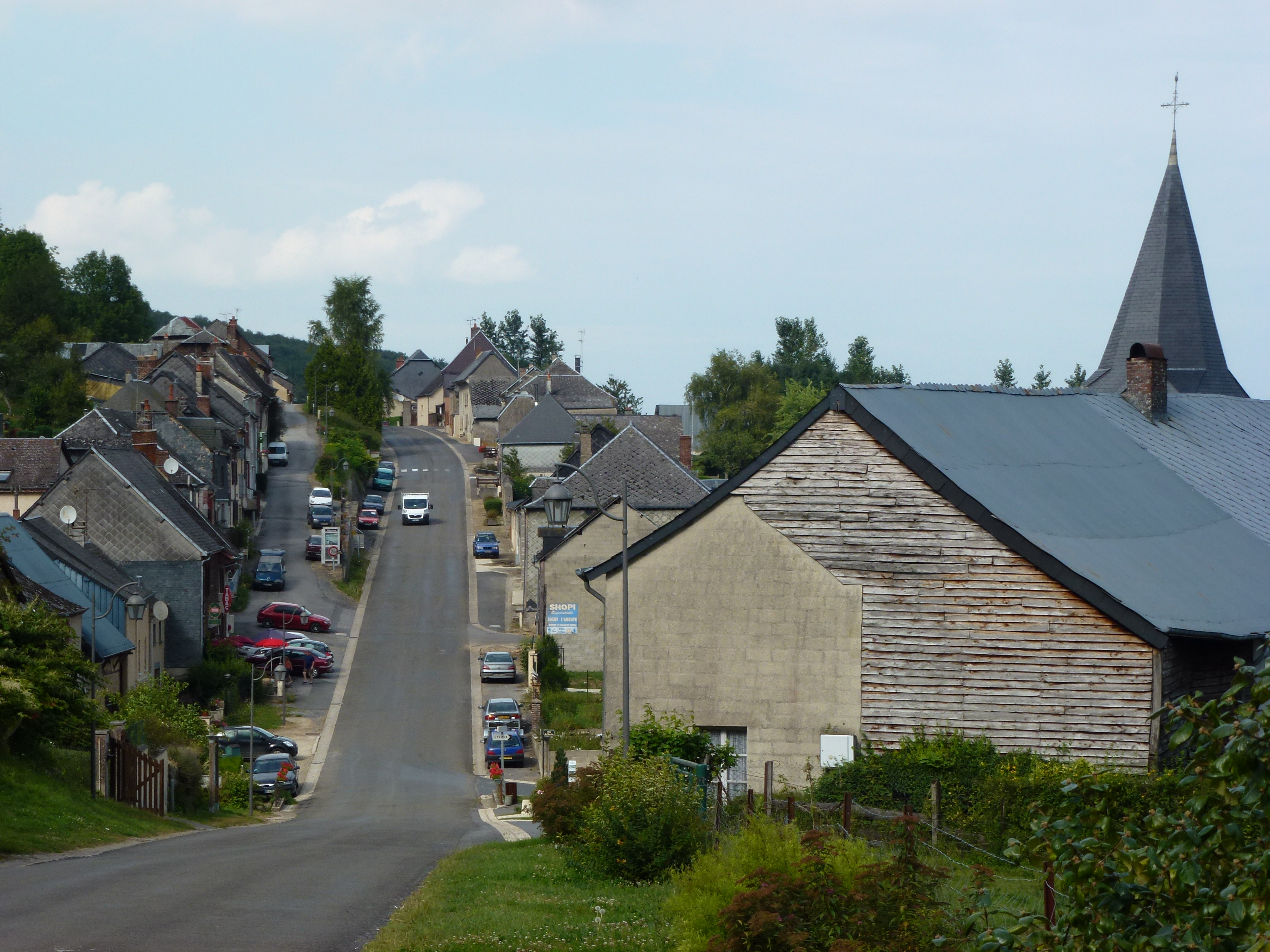
Rue principale.

- L'église Saint-Lambert[34]. Le chœur et la nef ont été édifiés dans la première moitié du XIIIe siècle, la chapelle sud au XVIe siècle et l'ensemble a été remanié (baies, voûtements, clocher) dans la première moitié du XIXe siècle[35].

Groupe sculpté : saint Hubert et le cerf
Statue Vierge à l'Enfant.
- Croix de chemin.
- Monument aux morts.

### Personnalités liées à la commune

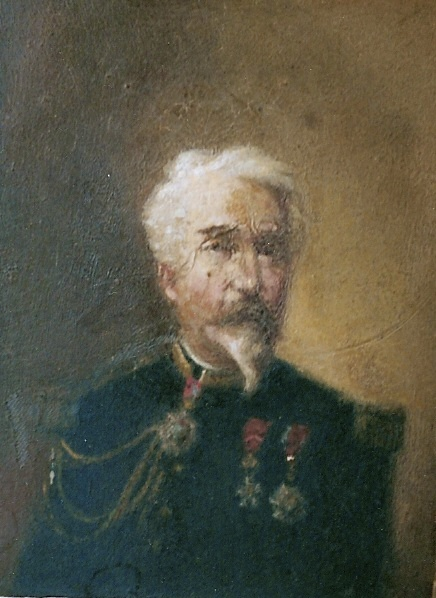
Eugène Canelle de Lalobbe (coll. privée).

- Eugène Canelle de Lalobbe (Singly 1815 - Paris 1885)[38] : issu d'une famille originaire de Lalobbe dont elle tira son patronyme, Eugène Canelle de Lalobbe eut une riche carrière militaire : sorti major de la promotion Mazagran de l'École spéciale militaire de Saint-Cyr en 1841, il y est nommé professeur de topographie militaire 6 ans plus tard, avant d'en être sous-directeur des études en 1857.

Chevalier de la Légion d'honneur le 21 août 1858, il est nommé officier le 13 août 1863. Le 29 octobre 1861, il est nommé chef de la mission militaire française en Turquie, afin notamment d'assister la Sublime Porte dans la création d'une école militaire sur le modèle de Saint-Cyr. Il y reste jusqu'en 1870. Nommé colonel, il commande la place de Mézières Ardennes, où il est capturé lors de la chute de la ville le 1er janvier 1871. De 1873 à sa retraite en 1877, il commande la place militaire de Sedan.
Il est l'auteur du livre Cours de topographie élémentaire à l'usage des officiers de l'armée, paru à Paris en 1856.
- Friedrich Friesen (1784 -1814), cofondateur de la gymnastique en Allemagne, il meurt pendant la Campagne de France de 1814.

## Pour approfondir